# Cherenkov Telescope Array

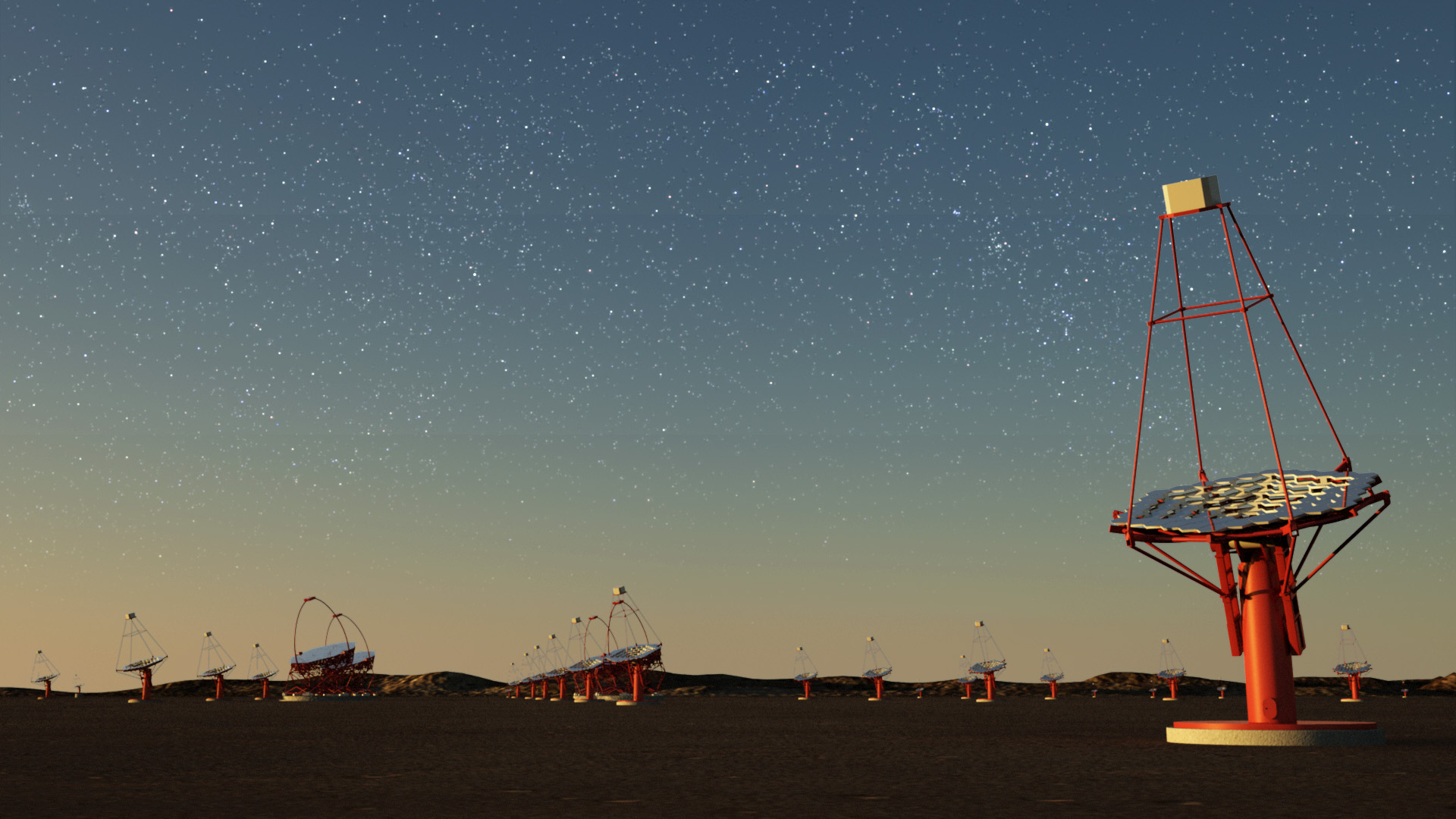
Wizja artystyczna przyszłego obserwatorium CTA, Źródło: G Perez, IAC

Cherenkov Telescope Array (w skrócie CTA) – międzynarodowy projekt budowy naziemnych obserwatoriów astronomicznych, przeznaczonych do badań wysokoenergetycznego promieniowania gamma za pomocą techniki obrazowania atmosferycznych błysków promieniowania Czerenkowa. Planowane są dwa obserwatoria, po jednym na każdej półkuli Ziemi, a w skład każdego wejdzie kilkadziesiąt zsynchronizowanych ze sobą wielkich teleskopów optycznych. Rejestrowane przez nie błyski niebieskiego światła pozwolą uzyskiwać informacje o promieniowaniu gamma w zakresie energii od 20 GeV do ponad 100 TeV.
W projekt CTA zaangażowanych jest około 1100 naukowców i inżynierów z 28 krajów świata, w tym duży zespół z Polski. Budowa obserwatoriów planowana jest na lata 2014-2022.

## Szczegóły projektu
Projekt CTA zakłada budowę dwóch obserwatoriów, każde z zestawem kilkudziesięciu teleskopów. Jedno z nich zostanie wybudowane na półkuli północnej Ziemi głównie w celu obserwacji obiektów znajdujących się poza Drogą Mleczną. Drugie powstanie na półkuli południowej i będzie przeznaczone do obserwacji licznych, widocznych tam dobrze obiektów w pobliżu centrum naszej Galaktyki. W skład każdego z obserwatoriów będą wchodziły teleskopy o trzech rozmiarach: „małe” teleskopy o średnicy zwierciadła 4 m, „średnie” 12 m i „duże” 24 m. Decyzja dotycząca lokalizacji nie została jeszcze podjęta. Wśród propozycji miejsc wymieniane są: Hiszpania, Meksyk, USA, Namibia, Argentyna i Chile. Szacunkowy koszt projektu w latach 2014-2020 to około 200 mln euro. Dla porównania, całkowity koszt budowy, wyniesienia na orbitę i obsługi Kosmicznego Teleskopu Hubble’a szacowany jest na 10 miliardów USD.

## Wkład Polski w CTA
W Polsce w projekt CTA zaangażowanych jest ponad 70 naukowców i inżynierów z 9 jednostek naukowych, w tym z placówek już wcześniej zaangażowanych w badania promieniowaniu gamma za pomocą obserwatoriów H.E.S.S. i MAGIC. Wszystkie działania inżynieryjne prowadzone są w szerokiej współpracy międzynarodowej, także z polskimi firmami sektora nowoczesnych technologii. Główne zadanie realizowane obecnie w Polsce to całościowa konstrukcja małego teleskopu dla CTA. Decyzja zespołu naukowców o udziale Polski w projekcie CTA została podjęta w roku 2007. Od tego momentu zaangażowanie Polski daje temu krajowi status jednego z głównych uczestników projektu. Koordynatorem Konsorcjum CTA w Polsce jest prof. Michał Ostrowski z Obserwatorium Astronomicznego Uniwersytetu Jagiellońskiego.
Z inicjatywy Polski, Niemiec i Francji projekt CTA został umieszczony na europejskiej mapie drogowej wielkich infrastruktur badawczych ESFRI. Projekt znajduje się na Polskiej Mapie Drogowej Infrastruktury Badawczej, sporządzonej przez Ministerstwo Nauki i Szkolnictwa Wyższego.

## Polskie prace w ramach projektu CTA
Prace prowadzone w Polsce obejmują:
- projekt i budowę prototypu „małego” teleskopu Czerenkowa o średnicy 4 metrów,
- badania nad lustrami kompozytowymi dla „małych” teleskopów,
- konstrukcję nowatorskiej szybkiej kamery cyfrowej dla „małych” teleskopów,
- badania nad możliwością rekonfiguracji aparatury pomiarowej i wyznaczania momentów wyzwalania kamer (tzw. trigger),
- opracowywanie systemu zapisu, przetwarzania i udostępniania danych zebranych przez teleskopy CTA,
- analiza merytoryczna danych uzyskanych po rozpoczęciu rutynowej pracy obserwatoriów.

### Polskie jednostki naukowe biorące udział w projekcie CTA
- Uniwersytet Jagielloński, Wydział Fizyki, Astronomii i Informatyki Stosowanej
- Uniwersytet Warszawski, Wydział Fizyki, Obserwatorium Astronomiczne
- Uniwersytet Łódzki, Wydział Fizyki i Informatyki Stosowanej
- Uniwersytet Mikołaja Kopernika, Wydział Fizyki, Astronomii i Informatyki Stosowanej
- Uniwersytet Zielonogórski, Wydział Fizyki i Astronomii
- Uniwersytet w Białymstoku, Wydział Fizyki
- Politechnika Warszawska, Wydział Elektroniki i Technik Informacyjnych
- Akademia Górniczo-Hutnicza im. S. Staszica w Krakowie
- Centrum Astronomiczne im. Mikołaja Kopernika PAN w Warszawie
- Centrum Badań Kosmicznych PAN w Warszawie, Laboratorium Mechatroniki i Robotyki Satelitarnej
- Instytut Fizyki Jądrowej  im. H. Niewodniczańskiego PAN w Krakowie
- Narodowe Centrum Badań Jądrowych w Otwocku
- Akademickie Centrum Komputerowe "CYFRONET" w Krakowie